# Swindon Town F.C.
Swindon Town Football Club er en engelsk fodboldklub fra byen Swindon i regionen South West England. Klubben spiller i landets fjerdebedste række, League Two, og har hjemmebane på County Ground. Klubben blev grundlagt i 1879.
I sæsonen 1993-94 var Swindon i en enkelt sæson oppe i Premier League, hvilket er landets eneste optræden på højeste niveau.

## Kendte spillere
- Glenn Hoddle
- Osvaldo Ardiles
- Colin Calderwood
- Jan Åge Fjørtoft
- Shay Given
- Michael Carrick

## Danske spillere
- Kim Heiselberg (2000-2001). 2 kampe, 0 mål

- Wikimedia Commons har flere filer relateret til Swindon Town F.C.